# Marie-Christine de Bourbon-Siciles (1806-1878)
Pour les articles homonymes, voir Marie-Christine de Bourbon-Siciles.
Marie Christine Ferdinande de Bourbon, princesse royale des Deux-Siciles, est une reine (1829-1833) puis régente d'Espagne (1833-1840) née le 27 avril 1806 à Palerme (royaume de Sicile) et morte le 22 août 1878 au Havre (France). 
Quatrième épouse de son oncle, le roi Ferdinand VII d'Espagne, elle est régente à sa mort en 1833 ; mère de la future reine Isabelle II d'Espagne, elle doit gérer la crise de succession qui conduit à la Constitution de 1837.

## Biographie

### Origines et famille
Troisième fille du roi François Ier des Deux-Siciles (1777-1830), et de l'infante Marie-Isabelle d'Espagne (1789-1848), elle-même fille du roi Charles IV, elle épouse avec dispense son oncle, de 22 ans plus âgé, Ferdinand VII (1784-1833) le 11 décembre 1829 et devient sa quatrième épouse. 
Le roi d'Espagne n'ayant pas d'enfant de ses trois premiers mariages, cherche une épouse susceptible de lui donner un héritier et la maison des Deux-Siciles était réputée pour sa fécondité. Les mariages royaux étant affaire politique, la différence d'âge n'était pas un obstacle et les méfaits de la consanguinité étant ignorés, que le roi fût l'oncle de son épouse, n'entrait guère en ligne de compte. Le pape accordait facilement une dispense aux princes qui le soutenaient. De plus, la Maison Royale des Deux-Siciles étant une branche cadette de la Maison Royale d'Espagne, le roi des Deux-Siciles ne pouvait guère refuser la proposition du roi d'Espagne. À la même époque le frère cadet du roi épousa également une sœur de Marie-Christine qui était également sa nièce.
Le couple royal a deux filles Isabelle (1830-1904) et Louise-Ferdinande (1832-1897).

### Régente d'Espagne

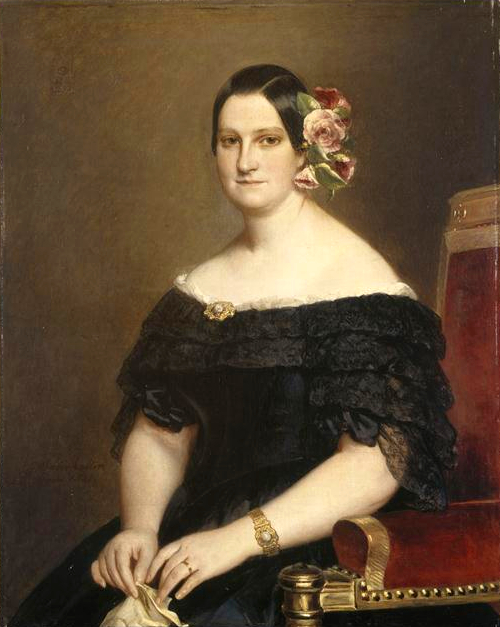
Marie Christine de Bourbon-Siciles, Portrait réalisé par Franz Xaver Winterhalter en 1841.

À la mort de son mari, le 29 septembre 1833, sa fille aînée n'ayant que trois ans, elle tient le rôle de régente. La dévolution de la couronne est disputée entre Isabelle et l'infant Charles, comte de Molina, frère du défunt roi qui revendique ses droits en s'appuyant sur la loi salique, alors que Charles IV l'avait abrogée en 1789 et que Ferdinand VII avait ratifié cette décision. Charles représentait le courant conservateur, clérical et régionaliste (V. carlisme) quand la régente est soutenue par les libéraux, anticléricaux et centralisateurs. C'est l'origine de la première guerre carliste.
Trois mois seulement après la mort de Ferdinand VII, Marie Christine, qui n'a que 27 ans, épouse secrètement un sergent de la garde royale d'origine roturière, Agustín Fernando Muñoz y Sánchez, ce qui ne lui vaut pas une grande popularité. 
Ne réussissant pas à se concilier les libéraux et les modérés, elle est contrainte d'abandonner la régence au général Espartero et de partir en exil, quittant l'Espagne le 17 octobre 1840 à bord du Mercurio. Depuis Marseille, elle proclame que sa renonciation a été obtenue sous la force. Elle se rend ensuite à Rome pour recevoir la bénédiction de Grégoire XVI et l'approbation de son mariage morganatique.
De cette époque date la célèbre chanson contestataire : "Maria Christina me quiere gobernar" dont les paroles disent : "Marie-Christine veut me gouverner... No, no, no, no, Maria Cristina". Au XXe siècle, elle devient une chanson très populaire, perdant sa dimension politique, quand les musiciens cubains la reprennent dans les années 1930.

### Exil en France
Ensuite elle s'installe à Paris où règne son oncle Louis-Philippe Ier et tente d'intriguer contre le gouvernement d'Espartero, jusqu'à ce qu'enfin Isabelle fût nommée reine, à 13 ans encore mineure. Elle acheta en 1842 le château de Malmaison, à proximité de Paris. Elle s'installa d'abord au palais Bragance, rue de Courcelles, où avait logé l'empereur Pierre Ier du Brésil, puis fait construire un hôtel particulier sur l'avenue des Champs-Élysées.

### Retour en Espagne

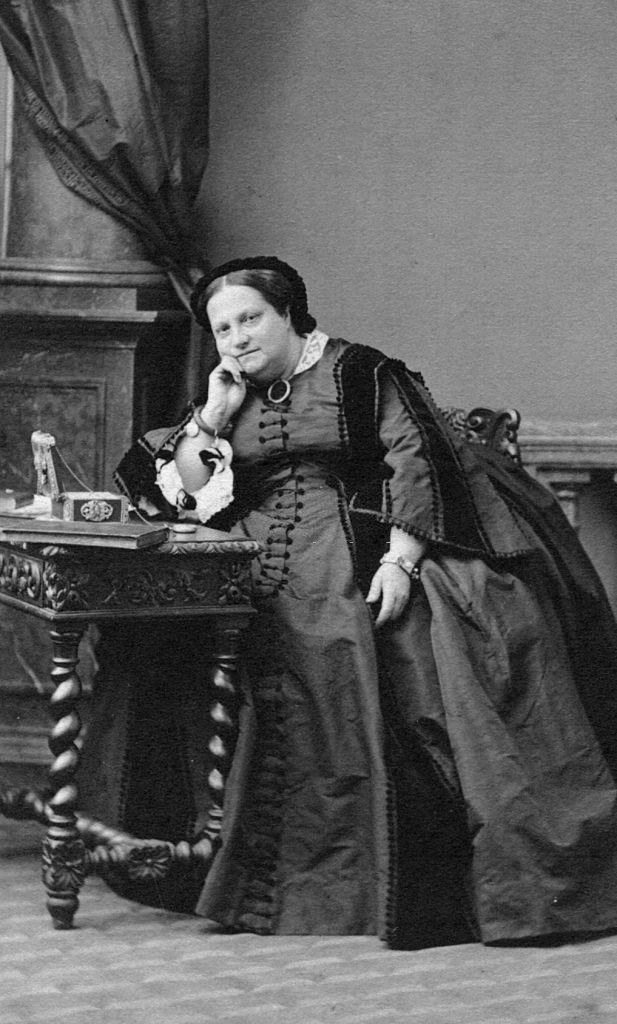
Marie-Christine d'Espagne vers 1870.

Elle rentre alors en Espagne et s'installe à Madrid. Le 12 octobre 1844, avec le consentement de sa fille, elle célèbre officiellement son mariage avec Agustín Fernando Muñoz y Sánchez, qui a préalablement été admis à la grandesse d'Espagne et titré duc de Riánsares. Le jour de ses noces, il est également élevé au grade de lieutenant général et fait sénateur à vie.
Elle tente encore de contrôler la politique de sa fille lors de la promulgation de la Constitution espagnole de 1845 et s'impose dans diverses tractations commerciales et économiques, au point qu'on l'accuse d'avoir des intérêts dans tous les projets industriels, ce qui augmente encore son impopularité. Elle s'oppose en vain au mariage de sa fille avec son cousin l'infant François d'Assise.  
Elle est de nouveau expulsée et le traitement que les Cortes lui avaient concédé lui est retiré.

### Nouvel exil en France

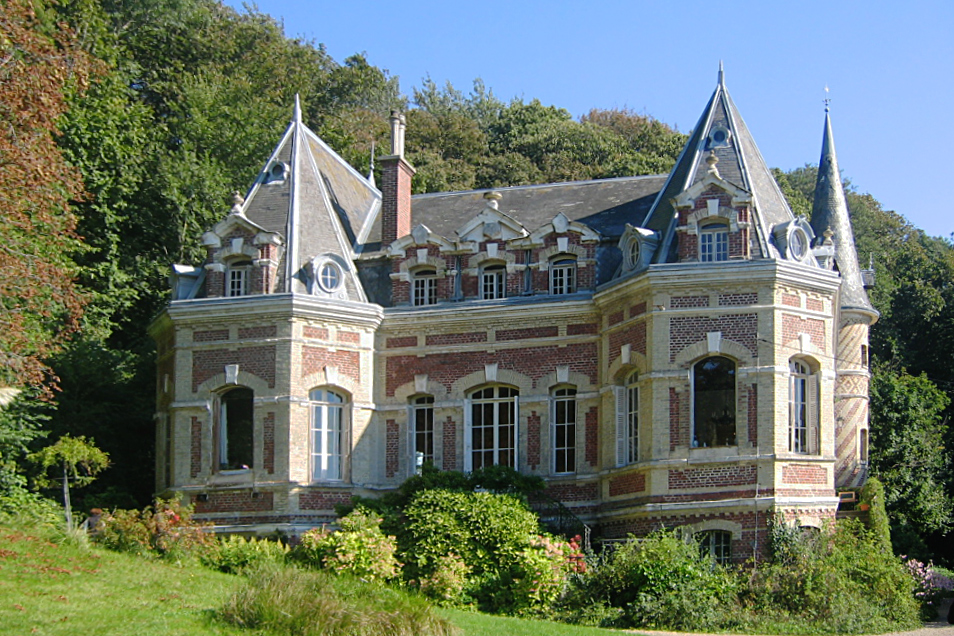
La villa « le château des Aygues » à Etretat, où aimait villégiaturer Marie Christine de Bourbon-Siciles.

En 1861, Marie-Christine revend à Napoléon III le château de Malmaison. Elle demeure en France le reste de sa vie, et ne revient en Espagne que trente ans plus tard sous le règne de son petit-fils Alphonse XII mais sans avoir l'autorisation d'y demeurer définitivement. Le 30 septembre 1868, une révolution renverse sa fille Isabelle II qui rejoint alors sa mère en France. Isabelle abdique le 25 juin 1870) en faveur de son fils Alphonse XII, mais il n'obtient la couronne que le 29 décembre 1874, et ses partisans ne voient pas d'un bon œil l'influence éventuelle de sa mère et de sa grand-mère.
Réfugiée sur la côte normande, elle fait construire en 1859 par l'architecte Théodore Huchon, la villa « Mon Désir » qui devient par la suite l'hôtel Marie-Christine, un casino, un hôpital militaire pendant la Première Guerre mondiale avant d'être détruite en 1951. Elle y meurt en 1878 et sa dépouille est ensuite transférée au monastère de l'Escurial où, en tant que reine et mère d'une souveraine, elle repose au panthéon des Rois.

## Mariages et descendances

Armoiries de Marie-Christine reine douairière d'Espagne.

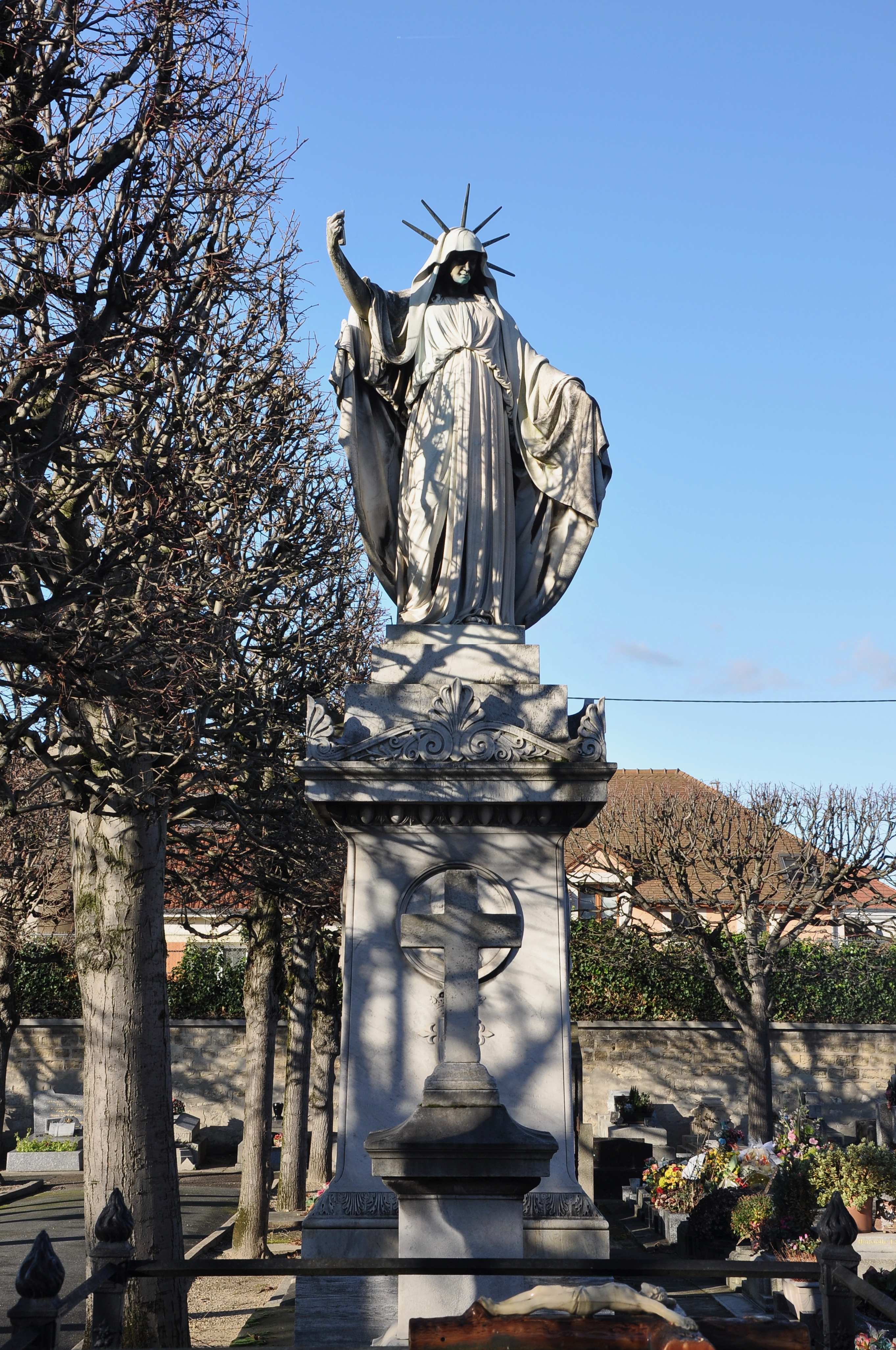
Monument (1866) des trois enfants de la reine Marie-Christine et de son époux morganatique qui moururent en exil à la Malmaison (cimetière ancien de Rueil-Malmaison).

1. Le 11 décembre 1829, elle épousa en premières noces Ferdinand VII d'Espagne (1784-1833), dont deux filles :
  - Isabelle (10 octobre 1830-9 avril 1904), qui épouse (1846) l'infant François d'Assise (1822-1902), duc de Cadix ;
  - Louise-Ferdinande (30 janvier 1832-1er février 1897), qui épousa (1846) Antoine d'Orléans (1824-1890), duc de Montpensier.
2. Le 28 décembre 1833, elle épouse en secondes noces Agustín Fernando Muñoz y Sánchez (1808-1873), dont sept enfants : 
  - María Amparo, comtesse de Vista Alegre (17 novembre 1834 - 19 août 1864) ;
  - María de los Milagros, marquise de Castillejo (8 novembre 1835 - 9 juillet 1903) ;
  - Agustín, duc de Tarancón (1837 - 15 juillet 1855) ;
  - Fernando, duc de Riansares y Tarancón (27 avril 1838 - 7 décembre 1910) ;
  - María Cristina, marquise de Isabela (19 avril 1840 - 20 décembre 1921) ;
  - Juan, comte du Recuerdo (29 août 1844 - 2 avril 1863) ;
  - José, comte de García (21 décembre 1846 - 17 décembre 1863).